# Galium exstipulatum
Galium exstipulatum là một loài thực vật có hoa trong họ Thiến thảo. Loài này được P.H.Davis mô tả khoa học đầu tiên năm 1949.